# Bataille de Palo Alto
Pour les articles homonymes, voir Palo Alto (homonymie).
Guerre américano-mexicaine
Batailles
Opérations le long du Río Grande
- Fort Texas
- Palo Alto
- Resaca de la Palma

La révolte de Taos
- Cañada
- Mora
- Embudo Pass
- Pueblo de Taos

Campagne de Californie
- Santa Fe
- San Pasqual
- Rio San Gabriel
- La Mesa

Campagne du Nord de Taylor
- Monterrey
- Buena Vista

Campagne de Scott
- Veracruz
- Cerro Gordo
- Contreras
- Churubusco
- Molino del Rey
- Chapultepec
- Mexico

Siège de Puebla
- Siège de Puebla
- Bataille de Huamantla

Campagne de la côte Pacifique
- Guaymas
- Mulege
- Punta Sombrero
- Mazatlán
- La Paz
- Palos Prietos et Urias
- San José del Cabo
- Siège de La Paz
- Affaire à Guaymas
- San Blas
- Manzanillo
- San José del Cabo
- Cochorio
- Bocachicacampo
- Todos Santos

La bataille de Palo Alto fut la première bataille majeure de la guerre américano-mexicaine, elle se déroula le 8 mai 1846 à 8 km de Fort Texas (aujourd'hui Brownsville; le site de la bataille n'est pas à Palo Alto (Texas) (en)). Une force d'environ 4 000 hommes (une partie de « l'Armée du Nord » mexicaine) conduite par le général Mariano Arista, comprenant les brigades d'infanterie de La Vega et Garcia ainsi que la brigade de cavalerie Torrejon engagea une force de l'armée américaine de 2 400 hommes – appelée alors US Army of Observation (Armée US d'observation).

## Contexte
La bataille découle des opérations mexicaines visant à assiéger Fort Texas dont la construction a commencé fin mars 1846, que les Mexicains considèrent (avec raison) avoir été construit sur le territoire mexicain. Le général Zachary Taylor, se trouve alors à Port Isabel où il reçoit de l'approvisionnement, lorsqu'il entend au loin le canon tonner. Les Mexicains ont commencé l'attaque de Fort Texas. Taylor rassemble ses troupes et vole au secours des défenseurs du fort, mais il est alors attaqué par une force mexicaine commandée par le général Arista. Une autre force mexicaine (composée de 1 540 hommes : artillerie 14 canons, les bataillons de Gardes nationaux de Matamoros et les bataillons d'active de Mexico, Puebla et Morelia) sous le commandement du général de brigade Francisco Mejia sont restés autour de Fort Texas et à Matamoros (la ville mexicaine faisant face au fort sur la rive sud du Río Grande).

## Engagement
L'armée du général Arista se déploie sur une largeur de près de 2 km rendant impossible la première option de Taylor d'une charge américaine à la baïonnette. Taylor, dans un mouvement improbable fait avancer son artillerie pour attaquer l'ennemi. Il s'agit de la Flying Artillery, tactique d'utilisation de l'artillerie légère montée sur des chariots tirés par des chevaux et servie par des cavaliers consistant à attaquer puis rapidement changer de position et tirer à nouveau, développée par le major Samuel Ringgold (qui sera tué lors de la bataille) et qui sera décisive. L'artillerie mexicaine, lourde et peu mobile, est totalement inefficace dans les broussailles épaisses de Palo Alto. Arista ordonne des charges de cavalerie pour attaquer par le flanc l'artillerie américaine, mais la Flying Artillery est capable par un mouvement rapide de changer de position et de décimer les dragons qui chargent.
Les Mexicains subissent de lourdes pertes comparées à celles des Américains, ce pour quantité de raisons. L'armée mexicaine utilise une poudre de qualité médiocre qui raccourcit la portée des canons et des mousquets. Cette mauvaise poudre ayant la fâcheuse habitude d'exploser prématurément, les soldats ont tendance à en charger une quantité réduite, ce qui affecte encore plus la portée de leurs armes. Les Mexicains généralement peu entraînés sont souvent terrifiés par le volume des gaz d'explosion de leur poudre. Enfin, leur armement est technologiquement inférieur. Les mousquets qu'utilisent les hommes d'Arista sont des Brown Bess britanniques, les mêmes que ceux utilisés par les Anglais lors des guerres napoléoniennes (30 ans auparavant), les troupes américaines étaient munies des tout derniers fusils produits aux États-Unis.  
Lors de la nuit du 8 mai, les Mexicains se retirent sur une position qu'ils estiment plus favorable à leurs forces, la Resaca de La Palma où se produira le lendemain la prochaine bataille.
Il est difficile de désigner un vainqueur pour cette bataille ; certes les Mexicains font retraite, mais il s'agit surtout d'un mouvement tactique visant à amoindrir l'efficacité de la Flying Artillery américaine en choisissant un terrain qui lui soit moins favorable alors qu'il avantagera l'artillerie lourde mexicaine. D'un autre côté, l'artillerie américaine a réellement démoralisé les hommes d'Arista et causé de lourdes pertes dans leurs rangs.
Le site de la bataille se trouve aujourd'hui dans le Palo Alto Battlefield National Historic Site (en) sous la garde du National Park Service.

## Bibliographie

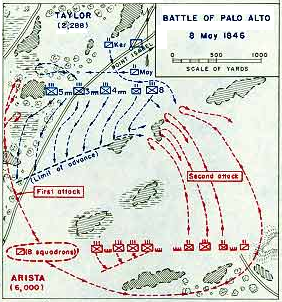
Plan de la bataille de Palo Alto